# 志賀徳造
志賀 徳造（しが とくぞう 1943年3月 -）は日本の数学者。東京工業大学名誉教授、理学博士。専門は確率論。無限次元拡散過程とマルコフ過程の研究で知られる。｢民族学校出身者の受験資格を求める国立大学教職員の声明｣に賛同している。

## 略歴
- 1966年 京都大学理学部卒業
- 1968年 同大学院修士課程修了、同助手
- 1972年 奈良女子大学助教授
- 1979年 理学博士号（京都大学）取得 学位論文「An interacting system in population genetics(集団遺伝学におけるある相互作用系)」
- 1981年 東京工業大学理学部応用物理学科助教授
- 1988年 東京工業大学理学部数学科教授

## 所属学会
- 日本数学会
- 米国数理統計学会

## 主な著書
- 『ルベーグ積分から確率論』（共立出版、2000年）